# کلوز برادرز
کلوز برادرز (انگلیسی: Close Brothers) شرکت خدمات مالی آمریکایی است، که در سال ۱۸۷۸ توسط ویلیام بروکس کلوز تأسیس شد.